# Мерв Брукс
Мервін Френсіс Брукс (19 січня 1919 — 19 серпня 2011) — австралійський футболіст, який зіграв дві гри за футбольний клуб «Фіцрой» у 1943 та 1944 роках. Він також грав за Престон у Вікторіанській футбольній асоціації (VFA).